# My Hero Academia
My Hero Academia (僕のヒーローアカデミア  Boku no Hīrō Akademia?) es un manga escrito e ilustrado por Kōhei Horikoshi. Se basa en un one-shot realizado por el mismo autor y publicado en el quinto volumen del manga Ōmagadoki Dōbutsuen bajo el nombre de My Hero. El 11 de enero de 2015, fue lanzado un VOMIC basado en el manga.
Ha originado varios mangas derivados. Una adaptación del manga original al anime comenzó a transmitirse el 3 de abril de 2016. Unas historias extra han sido adaptadas por Anri Takahashi en formato de novela ligera. Además, se han desarrollado dos videojuegos por las empresas Bandai Namco Games y Takara Tomy. En la encuesta realizada por la cadena de televisión Japonesa TV Asahi para elegir los 100 Mejores mangas de la historia, My Hero Academia alcanzó el puesto número 16.

## Argumento
La historia tiene lugar en un mundo donde el 80% de la población ha desarrollado «dones», surgiendo así héroes y villanos. Entre el 20% de personas sin dones, se encuentra Izuku Midoriya, cuyo mayor deseo es poder estudiar en la UA (siglas de Yûei, una escuela de héroes) y convertirse en un héroe como su ídolo All Might. Un día, tras conocer personalmente a All Might, este le ofrece heredar sus poderes al ver su gran determinación a pesar de haber nacido sin don. Izuku accede y empieza a estudiar en la UA, donde hace nuevos amigos, conoce otros héroes profesionales, aprende a dominar sus poderes y se enfrenta a auténticos villanos.

## Personajes

### Principales
- Izuku Midoriya (緑谷出久 Midoriya Izuku?), también conocido como Deku (デク Deku?), es el protagonista de la historia y rival de Katsuki Bakugo, quien se ha burlado de él constantemente por sus aspiraciones de ser un héroe, pero quien al enfrentarséle durante la batalla de prueba, gradualmente se transformó en una persona más segura y valiente, hasta el punto de desarrollar algunas habilidades de liderazgo. Nunca manifestó un don, motivo por el que fue acosado en la infancia y ser retratado como alguien inseguro, sin embargo, eso no le impidió tener el sueño de ser un héroe. Es un gran fanático de All Might, el héroe número uno y símbolo de la paz para el mundo. Un encuentro con él le lleva a una de las grandes aventuras de su vida y la trama principal del anime: la historia de cómo Deku se convierte en héroe más grande de todos. Es un chico muy servicial y educado, pero que a veces es muy tímido y reacciona exageradamente en determinadas situaciones. Al ser un fan de los héroes, Izuku tiene el hábito de anotar todos y cada uno de los aspectos de los diferentes héroes que va conociendo a lo largo de la historia, desarrollando buenas habilidades analíticas y de observación a través de interminables murmullos, algo que molesta o asusta a sus compañeros.
- Katsuki Bakugo (爆豪勝己 Bakugō Katsuki?), también conocido como maestro de las Explosiones Asesinas Dynamight (大爆殺品 Daibakusatsushin Dainamaito?), o simplemente Dynamight, conoce a Deku desde que eran muy pequeños, pero cuando cumplieron 4 años Bakugo dejó de ser amigo de Deku al ver que él no tenía quirk. Es por eso que Deku es su principal rival, aunque con el tiempo su relación va mejorando hasta tener una amistad basada en la rivalidad. Se comporta como una persona soberbia, ya que de pequeño fue tratado como si fuera superior a otras personas. Posee la habilidad de provocar explosiones con la nitroglicerina que segregan sus glándulas sudoríparas, principalmente las de sus manos.
- Shoto Todoroki (轟焦凍 Todoroki Shoto?) o conocido por Bakugo como Mitad y Mitad, Shoto Todoroki es un chico frío y callado debido a los traumas de su infancia. Es el hijo del actual héroe número uno, Endeavor, al que desprecia. Tiene el poder del hielo en su lado derecho, heredado de su madre, y del fuego en el izquierdo, heredado de su padre. Además, tiene una quemadura en el lado izquierdo de su cara que le hizo su madre al lanzarle agua hirviendo, por la relación de esa parte de su cuerpo con el maltrato de su marido. Por esa razón, Todoroki juró no usar el poder de fuego, demostrando su rechazo hacia su padre. A pesar de eso, gracias a su compañero Midoriya, empieza a usarlo de nuevo.
- Ochaco Uraraka (麗日お茶子 Uraraka Ochako?), también como Uravity (ウラビティ Urabiti?) por su nombre de heroína, todo lo que toca lo hace flotar y puede hacer que la gravedad no afecte a la persona que toca. Proviene de una familia pobre que es propietaria de una empresa de construcción, la cual se encuentra con problemas económicos. Ochako entró en la U.A. con el objetivo de convertirse en heroína, y así ganar dinero con el que poder dar a sus padres una vida acomodada y libre de preocupaciones. Fue la primera conocida cercana que hizo Izuku en la academia desde que la salvó de un robot gigante durante el examen de admisión y actualmente es su mejor amiga, aunque ella está enamorada de él. Es una persona muy cálida, animada y juguetona que piensa en todo positivamente, se sorprende fácilmente por cosas pequeñas y pierde los nervios con facilidad, aunque es lo suficientemente objetiva como para ver defectos y virtudes, y determinada e intimidante cuando la situación así lo requiere.
- Toshinori Yagi (八木俊典 Yagi Toshinori?), más conocido como All Might (オールマイト Ōru Maito?), es el antiguo héroe número uno y «Símbolo de la Paz», portador del don del One For All hasta encontrar a un digno sucesor. Fue gravemente herido por uno de los villanos principales, All For One, y le es difícil desde ese momento mantener su forma musculosa, forzándolo a reducir su trabajo de héroe a tres horas al día. En busca de un sucesor, conoce a Izuku Midoriya, a quien, después de ver sus buenas cualidades para ser héroe, propone ser el próximo portador del One for All.
- Shota Aizawa (相澤消太 Shota Aizawa?)Shota también conocido como Eraser Head (イレイザー・ヘッド Ireizā Heddo ?), es un héroe profesional y el maestro encargado de la Clase 1-A en la Academia U.A.

## Producción

### Desarrollo
Horikoshi declaró que después de que su serie anterior Barrage fuera cancelada después de solo dos volúmenes, estaba triste y sin ideas. Para obtener más ideas, revisó un one-shot que publicó anteriormente en Akamaru Jump, titulado My Hero (僕のヒーロー, Boku no Hīrō). Esto acabaría siendo la base de la serie, Horikoshi también era un gran fanático de las películas y los cómics estadounidenses, como Spider-Man de Sam Raimi, Star Wars y X-Men, que usó como inspiración. Citó a Naruto de Masashi Kishimoto como la principal influencia de su arte, afirmando específicamente que le dio amor por dibujar manos. Incluso cito como fuentes de inspiración Dragon Ball, Ultraman y Kamen Rider. Además, Horikoshi señaló que le gustan las franquicias Gamera y Godzilla e hizo referencias a estos medios kaiju y los mencionó en varios comentarios.
Hitoshi Koike, el editor de My Hero Academia, explica que el autor ya tenía en mente su concepto general sobre el manga y tal como está escrito en varios lugares, como las portadas de los cómics, hubo muchos patrones de historia rechazados que se cambiaron y Horikoshi descartó la idea por su cuenta. También afirmó que el autor anhelaba dibujar en su inspiración. Él y Horikoshi habían trabajado en conceptos sobre los diseños de sus personajes mientras terminaban los guiones gráficos que dibujan las escenas de la serie. Se sintió entusiasmado con el diseño a pesar de no conocer los contenidos como en personajes que le resultaban fascinantes; por ejemplo, el antagonista de la serie Tomura Shigaraki.
Kengo Monji, el segundo editor del manga, dijo que los guiones gráficos de la serie para el primer capítulo que asumió como nuevo editor aún estaban en progreso, que aún no se habían publicado en la revista. También afirmó que el autor de la serie tuvo dificultades para trabajar en sus capítulos, pero lo más importante es ganar lo mejor en el trabajo de la serie. Él piensa que la buena combinación de elementos lo hizo interesante, lo que hizo una idea al mezclar el estilo del manga shōnen de Japón con "héroes", un concepto que todos entienden. Felicita el dibujo de Horikoshi, donde el estilo que proviene de los elementos de dibujos animados, hace que los lectores se sorprendan de lo genial que está hecho el arte.
El capítulo 395 del manga marcó un antes y después entre los fanáticos, deslumbrando a fanáticos de My Hero Academia por la revelación del porqué Toga ama a Deku y el fallecimiento de un personaje importante.

### Conclusión
Horikoshi originalmente declaró que el manga no terminará más tiempo como One Piece porque no tiene resistencia, sino que le gustaría mantenerlo conciso o más corto en comparación con las otras series de manga shōnen. En abril de 2021, Horikoshi declaró que había planeado que el manga terminaría donde había tardado mucho más de lo esperado, pero aún se dirige hacia el final que había "decidido" desde antes de que comenzara la serie. En diciembre de 2021, Horikoshi declaró durante la entrevista en el evento Jump Festa '22 que "si las cosas van bien, el manga alcanzará su objetivo en un año. Si no va bien, creo que [el actor de voz de Izuku] Yamashita lo hará". Estará leyendo exactamente la misma carta mía en la Jump Festa del próximo año". También se burló de que Katsuki Bakugo pronto tendrá su "gran escena" para que las personas que aman y odian al personaje puedan esperarla. En mayo de 2022, el autor del manga anunció un mensaje muy agridulce del volumen 34 del manga. Él dijo: "Siento que finalmente puedo ver la meta a la vista. Es una sensación bastante extraña llegar a este punto. En el pasado, solo estaría dibujando sin una sola preocupación [para el futuro], pero ahora me pregunto solo ¿Cuántas veces más puedo dibujar estos personajes? El cambio da miedo a medida que envejeces. Bueno, ¡realmente no debería insistir en eso! ¡Hasta el próximo volumen entonces!". En octubre de 2022, Horikoshi decide reconsiderar la declaración que dijo durante el evento Jump Festa '22. En cambio, quiere tomar más tiempo de lo esperado para completar el arco final del manga.

### Temas y análisis
Horikoshi ha declarado que el tema principal en el que se centra es "lo que hace a un héroe". También afirmó que le gustan las historias con malos finales, así como las historias de terror. Sin embargo, le resulta difícil dibujarlos ya que su estado de ánimo cuando dibuja es el mismo en la historia. Para combatir esto, pone personajes de apariencia más tonta como Fat Gum, para mantener el estado de ánimo. La escena de lucha de Fat Gum y Eijiro Kirishima contra un villano estaba llena de su pasión. Pudo dibujar el "Arco Interno" correctamente, y su héroe fue Fat Gum porque es un personaje gigante y cómico que habla en el dialecto de Kansai.
Horikoshi habla sobre el episodio de batalla entre All Might y All for One que se transmite en el anime, también contiene un contenido pesado. Dijo que un episodio en sí era "difícil de dibujar", pero siente que la luz finalmente comenzó a aparecer y comenzó a sentirse mejor con respecto a su tema. La historia en sí hace su propia tensión en la imagen, que dibujó a la perfección. El objetivo lo hace dibujar algo que los lectores piensan que la serie ha terminado después de la batalla, pero fue bien recibido por una encuesta y sintió que era una ruptura en el manga. Él ya sabía que All Might perdería su fuerza, y lo hace inútil sino representarlo con una tensión normal. Sintió que no fue un episodio impresionante porque no es el tema "Plus Ultra", a menos que alguien dibuje más allá de los límites. Pensó que hacer una historia saldría cuando el tema es "¿Quién fue el mejor?", Mientras que parece que la serie podría haber terminado.
La serie explora temas como la naturaleza del heroísmo, la importancia de la perseverancia y la determinación, y el poder de la amistad y el trabajo en equipo. Horikoshi dijo que se inspiró en la idea de crear un mundo donde cualquiera, independientemente de sus antecedentes o habilidades, pudiera convertirse en un héroe. Quería demostrar que incluso aquellos sin poderes aún podían marcar la diferencia y alcanzar sus sueños a través del trabajo duro y la determinación. Esa visión da como resultado que los héroes de la serie no sean egoístas, sino individuos apasionados y dedicados con objetivos claros por los que trabajar. La serie también explora a Izuku, quien idolatraba a los héroes desde muy joven, y su entusiasmo. En un mundo donde los superhéroes no sólo están regulados, sino que son marcas comercializadas, todavía ve algo inspirador en sus acciones.
My Hero Academia se ha destacado por su visión positiva de los héroes. Cramer escribió que "en el mundo moderno, a menudo desafiamos los ideales heroicos y las motivaciones de las personas que los persiguen", y señaló cómo en los medios estadounidenses el optimismo de la Edad de Plata de los cómics conduce a la ambigüedad posterior a Watchmen. También señaló que, incluso en Japón, el heroísmo incuestionable suele ser cuestionado en las revisiones modernas de series más antiguas, como en Yatterman y Gatchaman.

## Media

### Manga
El manga fue publicado en la revista Shūkan Shōnen Jump de la editorial Shūeisha desde el 7 de julio de 2014. El manga consta de 430 capítulos recopilados en 42 volúmenes en formato Tankōbon y su serialización finalizó el 5 de agosto de 2024.
La empresa estadounidense Viz Media ha adquirido los derechos para la distribución del manga en Norteamérica. El primer volumen en inglés se publicó el 4 de agosto de 2015. A medida que la serie se ha publicado en Japón, también lo ha hecho en forma simultánea en inglés digitalmente por Viz Media Weekly Shonen Jump. También fue licenciada en México, Colombia y Venezuela por Editorial Panini, publicando el primer volumen en septiembre de 2016, en Colombia por la misma Editorial Panini, en Argentina por la Editorial Ivrea y en España por Planeta Cómic.

### Anime
El 29 de octubre de 2015, se anunció que My Hero Academia tendría su adaptación a anime producida por el estudio BONES. Con el anime anunciado, Toho registró dominio «heroaca.com» como su sitio web. La adaptación está dirigida por Kenji Nagasaki, escrita por Yōsuke Kuroda, y diseñada por Yoshihiko Umakoshi. El anime se estrenó en MBS y otras cadenas de Japan News Network, transmitiéndose cada domingo a las 5PM en Japón. El tema de apertura es «The Day», interpretado por Porno Graffiti y el tema de cierre es «Heroes», interpretado por Brian the Sun.
En marzo de 2016, Funimation anunció que había obtenido la licencia de los derechos internacionales para servicios de transmisión y derechos de mercadería. Universal Pictures UK distribuyó la primera temporada en el Reino Unido e Irlanda en nombre de Funimation, con Sony Pictures UK distribuyendo la segunda temporada, y Madman Entertainment distribuyendo las temporadas posteriores.
La segunda temporada fue anunciada en la trigésima edición de Weekly Shōnen Jump. Se estrenó el 1 de abril de 2017 en Nippon TV y Yomiuri TV, y finalizó el 30 de septiembre de 2017, con el personal y el elenco de la primera temporada retomando sus roles. En esta temporada, el tema de apertura es «Peace Sign» por Kenshi Yonezu y el cierre es «Dakara, Hitori ja nai» por Little Glee Monster. El segundo tema de apertura es «Sora ni Utaeba» por Amazarashi y el cierre es «Datte Atashi no Hīrō» por LiSA. En el mismo año, fue anunciado que se renovaría la serie para una tercera temporada. Su primer tema de apertura es «Odd Future» de Uverworld, mientras que el tema de cierre es «Update» de Miwa. Su segundo tema de apertura es «Make My Story» de Lenny Code Fiction y el segundo tema de cierre es «Long Hope Philia» de Masaki Suda.
La cuarta temporada fue anunciada en Weekly Shōnen Jump en 2018. Esto se confirmó más tarde con la emisión del episodio final de la tercera temporada el 29 de septiembre del mismo año. El 19 de diciembre, el sitio web de My Hero Academia confirmó la fecha de lanzamiento para el 12 de octubre de 2019, junto con una imagen. El primer tema de apertura de esta temporada es «Polaris» de Blue Encount, mientras que el primer tema de cierre es «Kōkai no Uta» de Sayuri. El segundo tema de apertura es «Star Marker» de Kana-Boon, y el segundo tema de cierre es «Shout Baby» de Ryokuōshoku Shakai.
En abril de 2020, fue anunciado que la serie se renovaría para una quinta temporada. El 3 de octubre, un nuevo tráiler anunció que la quinta temporada se estrenaría la primavera de 2021. El tema de apertura fue «N.º1» Interpretado por DISH mientras el primer tema de cierre es «Ashiato» de The Peggies El segundo Tema de apertura «Merry-Go-Round» interpretado por Man With a Mission mientras el Tema de cierre «Uso ja nai» de Soushi Sakiyama.
Para la fecha, el anime cuenta con su sexta temporada de 25 capítulos, y se publicó de forma oficial el desarrollo de la séptima temporada que abarca el arco final del manga.

### Películas
En diciembre de 2017, se anunció que My Hero Academia tendría su propia película con una historia original ambientada después del arco «Exámenes de final de curso» del manga. Titulada My Hero Academia: Two Heroes, la película tuvo su estreno mundial en Anime Expo el 5 de julio de 2018, mientras que en Japón se estrenó el 3 de agosto. La película trata sobre el viaje de Izuku Midoriya a la isla científica "I-Island". La película superó los 13 millones de euros recaudados en taquilla. Tres meses después, Legendary Entertainment adquirió los derechos para producir una película de acción en vivo de My Hero Academia.
El 23 de marzo de 2019, se anunció que se estaba produciendo una segunda película. El 7 de julio, la cuenta oficial de Twitter de My Hero Academia reveló el título como My Hero Academia: Heroes Rising, con su fecha de estreno para el 20 de diciembre.
A pesar de que comparten personajes y estilo de dibujo, las segunda película no es una secuela de la primera. Esta película tuvo un éxito rotundo en cines, recaudando cerca de 14 millones de euros.
El 29 de noviembre de 2020, se anunció que la serie tendría su tercera película, que se estrenó después de la quinta temporada en verano de 2021, se reveló el título de la tercera película la cual se llamó My Hero Academia: World Heroes Mission y se estrenó el 6 de agosto de 2021 en Japón por Toho. Llegó a recaudar los 7 millones de euros en taquilla en tan sólo 4 días.
Se anunció una cuarta película animada el 6 de agosto de 2023. La película se desarrollará a partir del arco argumental concurrente de la sexta temporada de la serie de anime. El 29 de enero de 2024, se reveló que la película se titulará My Hero Academia: You're Next y se estrenará en Japón el 2 de agosto de 2024.

### Videojuegos
En noviembre de 2015, se anunció el lanzamiento de un videojuego basado en el anime. El juego fue desarrollado por Bandai Namco Studios y publicado por Bandai Namco Holdings para la plataforma Nintendo 3DS, que a su vez fue lanzada en Japón el 19 de mayo de 2016. Un segundo videojuego, titulado My Hero One's Justice, fue lanzado para PlayStation 4, Nintendo Switch, Xbox One y Microsoft Windows el 26 de octubre de 2018. El juego ha vendido más de 500 000 unidades en todo el mundo hasta enero de 2019. Se ha anunciado una tercera entrega de la serie de videojuegos, My Hero: One's Justice 2, para las consolas anteriormente mencionadas y PC.

## Recepción

### Popularidad
Tanto la historia como la estética de los personajes, están inspirados en los cómics de superhéroes. Debido a la popularidad de la serie, los personajes de My Hero Academia se utilizaron para promocionar la película de Marvel Studios, Avengers: Infinity War.
Antes del estreno del anime, Masashi Kishimoto elogió el trabajo de Kōhei Horikoshi, creyendo que sería un éxito en el extranjero. Horikoshi, ha citado la serie Naruto de Kishimoto como su principal fuente de inspiración.
En 2019, My Hero Academia ocupó el puesto 37° en la lista «Libro del año» de la revista Da Vinci. En la encuesta Manga Sōsenkyo 2021 de TV Asahi, en la que 150 000 personas votaron por sus 100 mejores mangas, My Hero Academia ocupó el puesto 16.º

#### Ventas
My Hero Academia fue el sexto y octavo manga más vendido de 2019 y 2020 con más de 5 y 6 millones de copias, respectivamente. Hasta abril de 2021, My Hero Academia ha vendido más de 50 millones de copias, incluyendo copias digitales.

### Críticas
Nick Creamer de Anime News Network clasificó el primer volumen como B. Creamer consideró que la serie usa la fórmula clásica de otras series de Weekly Shōnen Jump, pero destacó su arte, describiéndolo como «detallado, angular y tremendamente consistente» y elogió la forma en que la historia aplica la «autoconciencia» a los clásicos tropos de superhéroes. Llamó a la historia «absolutamente profesional» y concluyó: «No te sorprenderá, y hasta ahora los personajes no están saltando de la página exactamente, pero es rápido, entretenido y muy bien dibujado. Es un trabajo maduro de un profesional que claramente conoce su oficio».
Barnes & Noble incluyó a My Hero Academia en la lista «Nuestros mangas favoritos de 2018».
Alex Osborn de IGN le dio a la serie de anime calificaciones positivas, diciendo: «La primera temporada de My Hero Academia ofrece trece episodios de acción fantástica, elevados por una honesta historia que envuelve un elenco central de personajes memorables y fáciles de identificar». Osborn continuó afirmando que los villanos estaban subdesarrollados.

### Reconocimientos
En 2015, el manga fue nominado para el octavo Manga Taishō, y ganó el primer premio Next Manga Award en la categoría de manga impreso. En 2016, fue nominado para el Premio de Manga Kōdansha en la categoría shōnen (2016). Obtuvo el premio Sugoi Japan en la categoría manga (2017), también fue nominado en el Festival Internacional de la Historieta de Angulema y en los Premio Harvey como «Mejor manga» el mismo año.

### Controversia
A principios del 2020 la serie causó controversia en Corea de Sur y China por supuestamente hacer referencia al Escuadrón 731, una infame unidad del ejército Imperial Japonés conocida por viviseccionar gente capturada de China, Corea y Rusia. Esto ha hecho que se bloquee la serie en esos países.